# Juan Luis Manzur
Juan Luis Manzur (n. 8 ianuarie 1969, San Miguel de Tucumán, Provincia Tucumán, Argentina) este un chirurg și politician argentinian. Membru al Partido Justicialista, ocupă în prezent funcția de șef al cabinetului de miniștri al președintelui Alberto Fernández. Anterior, a fost ministru al Sănătății din Argentina din 2009 până în 2015 și guvernator al provinciei Tucumán din 2015 până în 2021.

## Viața timpurie și educația
Manzur s-a născut în San Miguel de Tucumán, dintr-un tată catolic maronit originar din Liban și o mamă argentiniană. A obținut o diplomă în medicină la Universitatea din Tucumán și și-a finalizat rezidența la spitalul public Álvarez, din Buenos Aires. Mai târziu, Manzur a făcut un master în Administrarea sistemelor și serviciilor de sănătate de la Universitatea din Buenos Aires.

## Cariera politică
După o perioadă ca vice-ministru al sănătății pentru provincia San Luis, în 2002 a fost numit secretar de sănătate publică al districtului La Matanza, o suburbie vestică, în principal muncitorească din capitala Argentinei. Recomandat de ministrul național al sănătății, Ginés González García, Manzur a fost numit ministru al sănătății în provincia Tucumán de către noul guvernator, José Alperovich, în 2003. Manzur a devenit apreciat în postul său, care a supravegheat sănătatea publică într-una dintre provinciile cele mai puțin dezvoltate din Argentina. Un indicator larg utilizat pentru sănătatea publică, rata mortalității infantile, a scăzut de la 23 la 1.000 de nașteri (cu 40% peste media națională) în 2003, la 13 în 2006 (egală cu media națională). Rata mortalității perinatale (deces al unui făt sau al unui sugar sub o săptămână) a scăzut, de asemenea, în aceeași perioadă în Tucumán de la 24 la 18 la 1.000 de nașteri. Aceste știri l-au ajutat pe Manzur să-și asigure susținerea guvernatorului Alperovich care i-a propus să îi fie partener pentru candidatura sa reușită, pentru realegerea din 2007.

### Ministru al sănătății
Manzur a depus jurământul la 1 iulie, a doua zi după ce a fost declarată o urgență de sănătate publică în urma unei epidemii a virusului H1N1 („gripa porcină”), care a provocat 44 de decese până la data depunerii jurământului. Mandatul său s-a concentrat ulterior pe extinderea imunizărilor copiilor, medicina preventivă pentru copii, îngrijirea împotriva bolii celiace și HPV, sănătatea mobilă, accesul la transplanturi de organe și programele de renunțare la fumat. Opoziția acerbă a puternicei Biserici Romano-Catolice din Argentina l-a forțat pe Manzur să revină asupra deciziilor legate de protejarea drepturilor de reproducere a femeilor, anulând propunerile în 2010 care garantau accesul la avorturi legale.
A renunțat la funcția de ministru al Sănătății în februarie 2015 pentru a reveni la postul de vice-guvernator al provinciei Tucumán și se aștepta să candideze pentru a-l succeda pe guvernatorul Alperovich la alegerile provinciale care urmau să fie organizate spre finalul anului.

### Șeful Cabinetului
La 20 septembrie 2021, Manzur a fost numit șef al cabinetului de miniștri de către președintele Alberto Fernández în locul lui Santiago Cafiero. Numirea lui Manzur a făcut parte dintr-o remaniere a cabinetului în urma rezultatelor slabe ale guvernului în alegerile primare legislative din 2021. A fost succedat ca interimar în funcția de guvernator de vice-guvernatorul Osvaldo Jaldo.